# Clube FM João Pessoa
Clube FM João Pessoa é uma emissora de rádio brasileira concessionada em Bayeux, porém sediada em João Pessoa, respectivamente cidade e capital do estado da Paraíba. Opera no dial FM, na frequência 102,5 MHz, e é afiliada à Rede Clube FM. Pertence à Rede Tambaú de Comunicação, subsidiária do Grupo Marquise de Fortaleza.

## História

### Tambaú FM (2004–2011)
A estação foi fundada em 12 de maio de 2004, como Tambaú FM. Sua programação contava com atrações jornalísticas e músicas de forró, axé e sertanejo. Um dos principais jornalísticos desta fase era o Jornal da Tambaú.

### Nova Tambaú FM (2011–2017)
No dia 21 de fevereiro de 2011, a emissora resolveu mudar seu segmento, passando a apostar em uma programação adulta contemporânea, com jornalísticos e uma seleção musical voltada ao MPB, Jazz, Soul, Rock e Pop nacional e internacional, sendo identificada como Nova Tambaú FM. Para a reestreia, a emissora recebeu investimentos aproximados em 1 milhão de reais na compra de novos transmissores e contratação de novos profissionais. Com a nova programação, a emissora estreou um novo jornalístico apresentado por Josival Pereira, o Tambaú Debate.
Em 13 de janeiro de 2015, durante o programa Tambaú Debate, os radialistas Josival Pereira e Thalles Gadelha discutiram ao vivo e trocaram socos após comentários feitos por Thalles. O mesmo teria se excedido ao comentar sobre a vida intima de um político local e ao ser repreendido pelo colega, deixou o estúdio. Ao voltar do intervalo, Thalles xingou e agrediu Josival. Em nota para a imprensa, a diretoria do Sindicato dos Jornalistas da Paraíba pediu a demissão de Thalles. Sua demissão foi confirmada no dia seguinte.
Em 16 de outubro de 2015, foi ao ar o último Tambaú Debate na emissora, que iria continuar somente na TV Tambaú. A decisão se deu para priorizar a grade musical da Nova Tambaú FM. Em dezembro de 2016, a emissora apareceu na oitava colocação entre as dez rádios mais ouvidas de João Pessoa em 2016, representando um aumento em relação aos índices de 2015.

### Jovem Pan FM João Pessoa (2017–2024)
Em setembro de 2017, foi confirmado que a Rede Tambaú de Comunicação assinou contrato de afiliação com a Jovem Pan FM, marcando sua reestreia oficial para 17 de outubro. A afiliação marcou o retorno da rede dez anos após o fim de sua última passagem pela região, quando foi substituída pela 101 FM. A Jovem Pan FM João Pessoa entrou no ar às 11h (horário local), com o programa Pânico, enquanto transmitia como Nova Tambaú FM. A programação local estreou em 6 de novembro de 2017.

### Clube FM João Pessoa (2024–presente)
No dia 26 de setembro de 2024, conforme noticiado pelo site Tudoradio, a rede Clube FM Brasil confirmou o retorno da marca Clube FM à capital paraibana. A estreia está marcada para o dia 6 de novembro, através da frequência 102,5 MHz. A parceria com a Jovem Pan será encerrada após sete anos, marcando o retorno da rádio ao segmento popular.